# Furlong
Fúrlong je britanska enota za merjenje dolžine. Služila je pri merjenjih na poljih in je bila povezana z razdaljo, ki jo lahko naenkrat preorje konj. Enota je enaka 660 čevljem ali 201,168 m.
1 furlong je enak 1/8 mednarodne milje ali 10. verigam (chain).
Razdalje manjše od milje pri konjskih dirkah z angleškimi čistokrvnimi konji v ZDA so podane v furlongih.